# Meristacarus bogorensis
Meristacarus bogorensis är en kvalsterart som beskrevs av Hammer 1979. Meristacarus bogorensis ingår i släktet Meristacarus och familjen Lohmanniidae. Inga underarter finns listade i Catalogue of Life.